# كأس ولي العهد 1996–97
كأس ولي العهد 1996–97 هي النسخة الرابعة من بطولة كأس ولي العهد الكويتي، والتي أقيمت في موسم 1996–97.
فاز نادي العربي الكويتي بلقب البطولة، وهي المرة الأولى في تاريخ المسابقة التي يستطيع فيها أي نادي أن يدافع عن لقبه بنجاح. ففاز نادي العربي الكويتي على نادي كاظمة في المباراة النهائية بنتيجة 2-1. و سجل للعربي: توريه بازالا «هدفين» بينما سجل هدف نادي كاظمة الوحيد اللاعب أيمن الحسيني.